# سها العلي بك
سها خليل حسين العلي بك (1966-) مرشدة تربوية وسياسية عراقية، شغلت منصب وزير التربية العراقية للفترة (2018-2019) تخرجت عام 1988 ببكالوريوس العلوم التربوية والنفسية من كلية التربية في جامعة الموصل ونالت الماجستير عام 2004 في علم النفس التربوي من نفس الكلية والدكتوراه عام 2015 في علم النفس التربوي أيضًا من جامعة الموصل، ولدت في مدينة الموصل شمال العراق لديها خدمة 29 سنة سابقة لاستيزارها في مجال الإرشاد التربوي في الوزارة.